# سوفیر، دومینیکا
سوفیر (به لاتین: Soufrière) یک روستا در دومینیکا است که مرکز پریش سنت مارک، دومینیکا می‌باشد.

## خصوصیات
سوفیر ۱٬۵۳۰ نفر جمعیت دارد و ۴۸ متر بالاتر از سطح دریا واقع شده‌است.

## نگارخانه

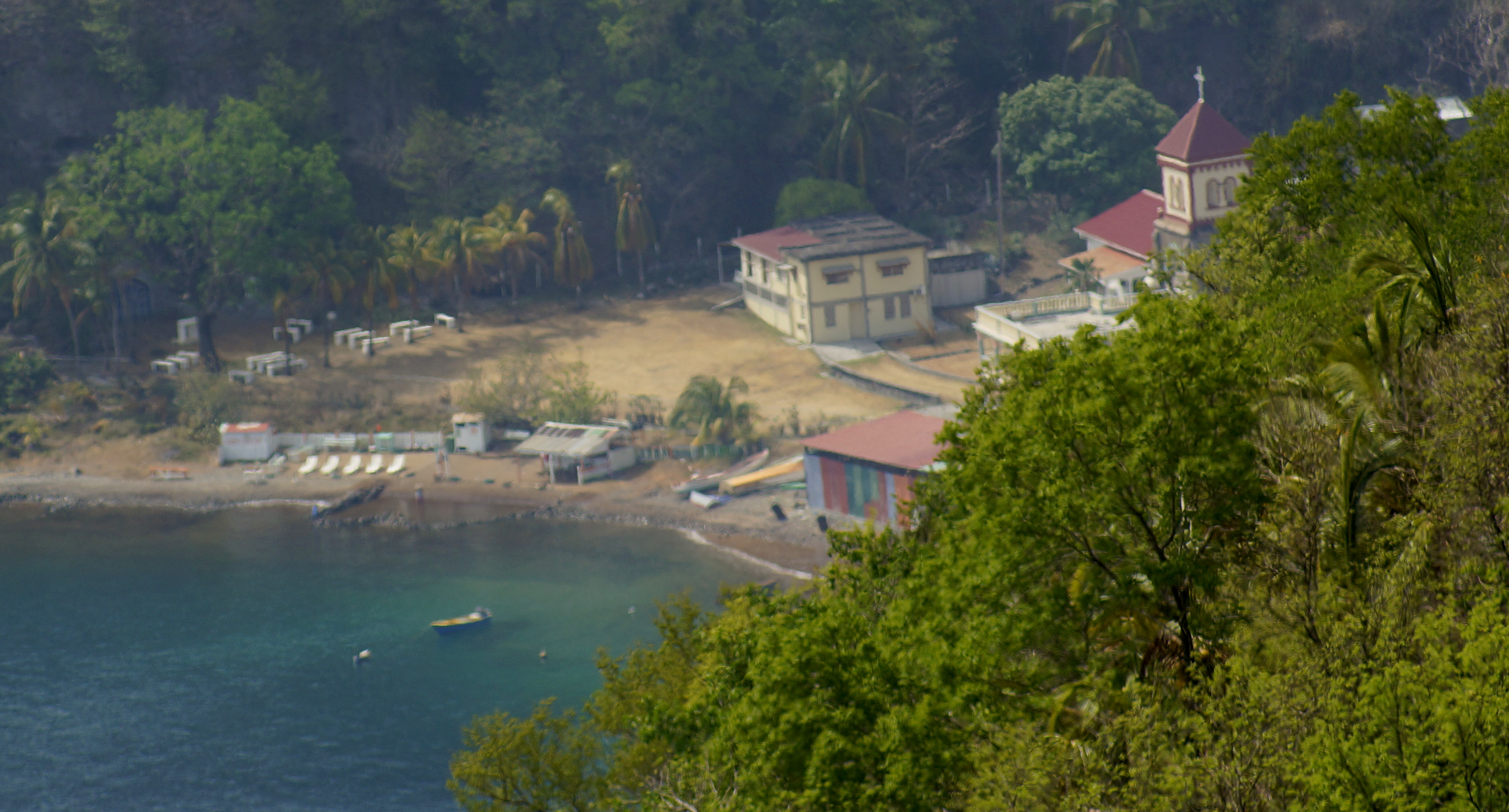
Aerial View of Soufrière
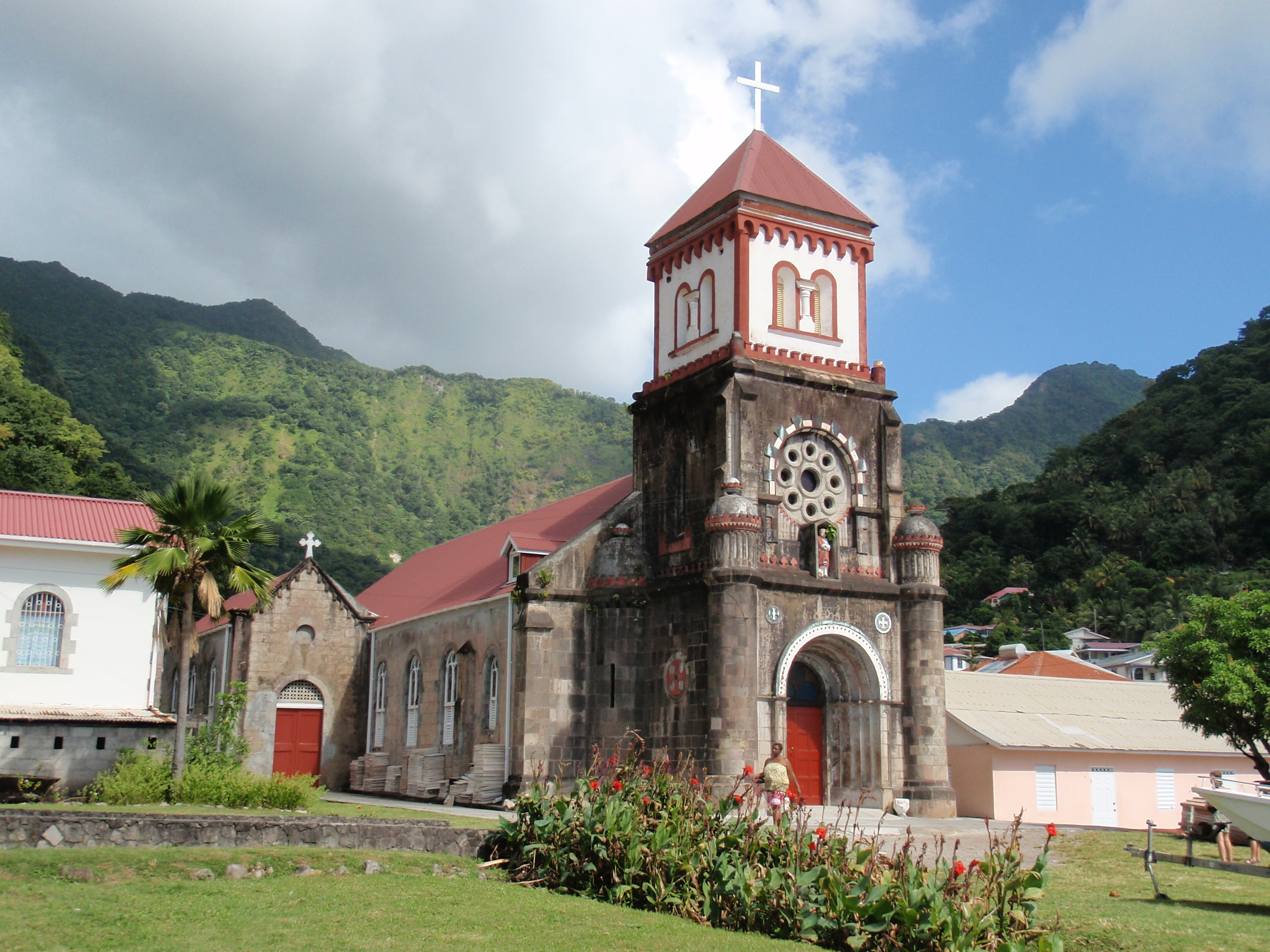
Soufriere Church
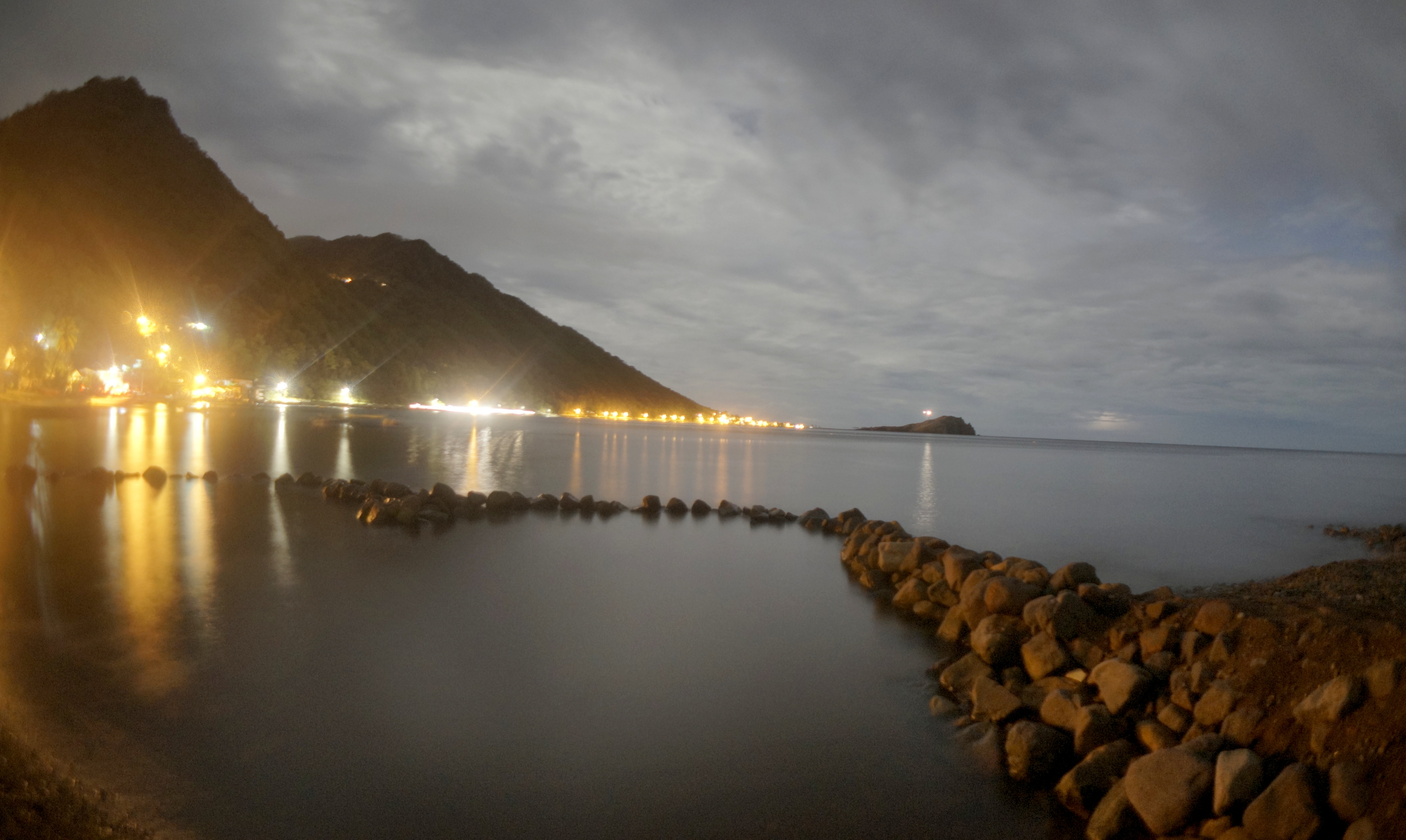
Soufrière Bay At Night